# 寺田努
寺田 努（てらだ つとむ、1974年5月 - ）は、神戸大学大学院工学研究科教授。博士（工学）。ウェアラブルコンピューティング、ユビキタスコンピューティング、エンタテインメントコンピューティングの研究者。

## 概要
ウェアラブルコンピューティングで知られている塚本昌彦らと研究を行っている。
2003年のWISS (Workshop on Interactive Systems and Software) では、ヘッドマウントディスプレイ (HMD) を用いないウェアラブルシステム「Wearable BGM Player」を発表し、銀の発表賞を受賞した。イベント-アクション系のルールに基づいてBGMを奏でることで、人間の意識に影響を与えようとする試み。「Wearable BGM Player」は、人間の意識が行動よりも0.5秒後に生まれること利用している。

## 略歴
1993年3月大阪府立三島高等学校卒業、1997年3月大阪大学工学部情報システム工学科卒業、大阪大学大学院工学研究科情報システム工学専攻 (博士前期課程) 修了を経て、1999年4月大阪大学大学院工学研究科情報システム工学専攻 (博士後期課程) 入学。翌年の2000年6月に退学し、同月に大阪大学サイバーメディアセンターの助手となる。2003年9月には、博士（工学）を取得。学位論文は「イベント駆動型データベースの高度応用に関する研究 」。
その後、NPO法人ウェアラブルコンピュータ研究開発機構 (チームつかもと) の理事や事務局長、三菱電機株式会社先端技術総合研究所嘱託研究員などを兼任し、2007年10月に神戸大学大学院工学研究科の准教授となる。2008年10月からは、大阪大学大学院情報科学研究科 招へい准教授も兼任する。
2006年度下期未踏ソフトウェア創造事業に「ウェアラブルコンピューティングのためのイベント駆動型ミドルウェア開発」が採択される。

## 主な受賞
- 2004年 平成15年度電子情報通信学会論文賞[2]
- 2008年 情報処理学会 平成20年度山下記念研究賞[2]